# Yeongjong

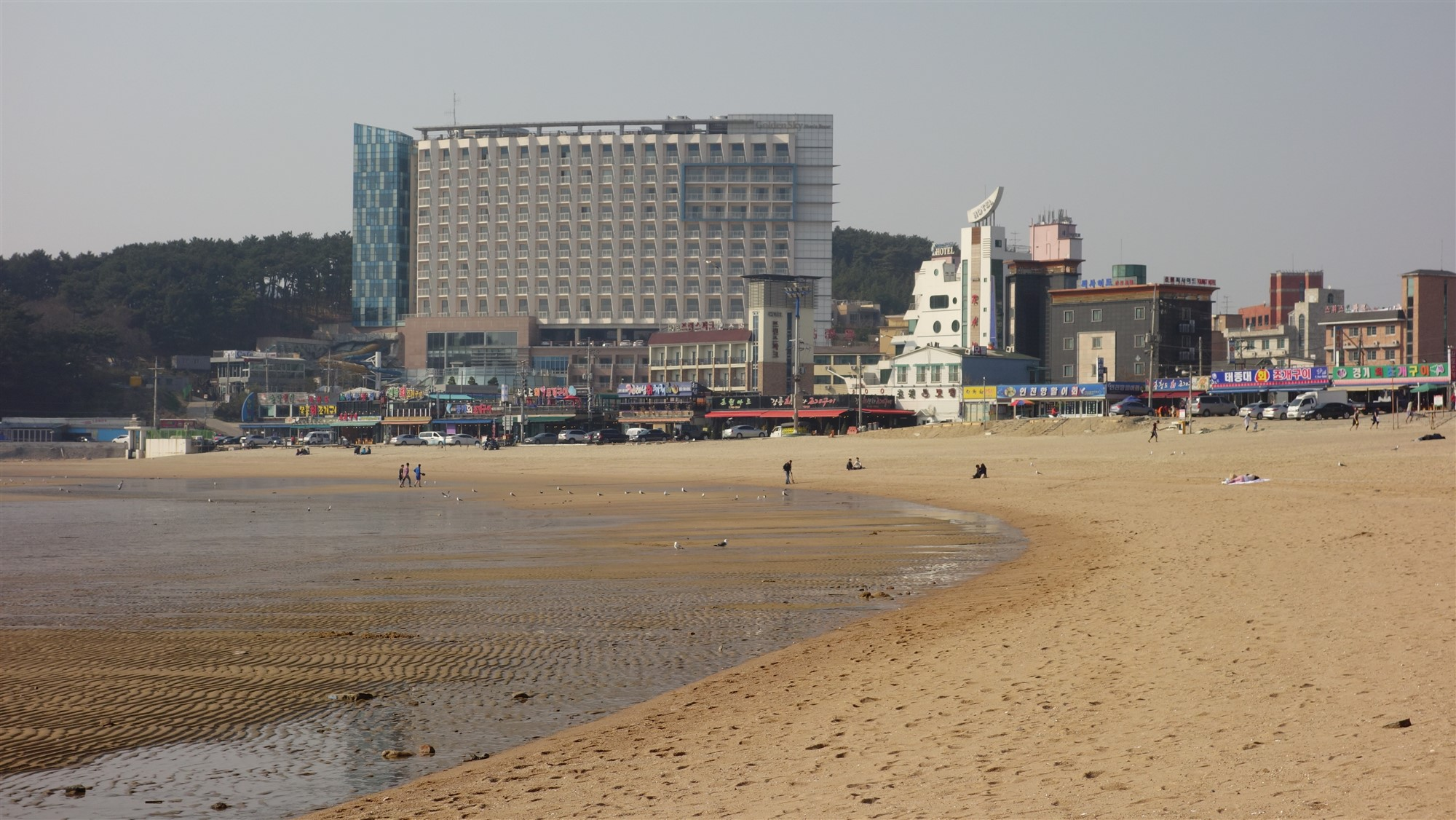
Plage d'Eulwangri

L'île Yeongjong (en coréen : 	영종도) est une île près de la ville d'Incheon en Corée du Sud.

## Géographie
Pour la construction de l'aéroport international d'Incheon, un important terre-plein a été construit reliant l'île à celle de Yongyu, de Sammok et de Sinbul. Le toponyme de Yeongjong tend à désigner le nouvel ensemble. 
L'île est reliée à la terre-ferme par le pont de Yeongjong.

## Économie
L'île fait partie de la zone économique exclusive (ZEE) d'Incheon et son économie repose principalement sur le tourisme.